# Vladimir Jelčić
Vladimir Jelčić, hrvaški rokometaš, * 10. oktober 1968.
Leta 1996 je na poletnih olimpijskih igrah v Atlanti v sestavi hrvaške reprezentance osvojil zlato olimpijsko medaljo.